# Galimuyod
Galimuyod ist eine Stadtgemeinde in der philippinischen Provinz Ilocos Sur. Im Jahre 2015 zählte sie 10.748 Einwohner. In dem teilweise hügeligem Gebiet leben die meisten Menschen von der Landwirtschaft.
Galimuyod wird in folgende 24 Baranggays aufgeteilt:
| - Abaya - Baracbac - Bidbiday - Bitong - Borobor - Calimugtong - Calongbuyan - Calumbaya - Daldagan - Kilang - Legaspi - Mabayag | - Matanubong - Mckinley - Nagsingcaoan - Oaig-Daya - Pagangpang - Patac - Poblacion - Rubio - Sabangan-Bato - Sacaang - San Vicente - Sapang |